# 博尔贝格
博尔贝格（德語：Bollberg，發音：[ˈbɔlˌbɛʁk]）是德国图林根州萨勒-霍尔茨兰县曾经的一个市镇，面积3.34平方千米，2017年12月31日人口为287人。2019年1月1日，博尔贝格与市镇奎尔拉并入市镇施塔特罗达。